# 因杜诺奥洛纳
因杜诺奥洛纳（義大利語：Induno Olona），是意大利瓦雷泽省的一个市镇。总面积12.45平方公里，人口10345人，人口密度830.9人/平方公里（2009年）。国家统计（ISTAT）代码为012083。